# 蒙特雷 (麻薩諸塞州)
蒙特雷（英語：Monterey）是一個位於美國麻薩諸塞州伯克夏縣的鎮。

## 人口
根據2020年美國人口普查的數據，蒙特雷的面積為71.00平方千米，當中陸地面積為68.50平方千米，而水域面積為2.50平方千米。當地共有人口1095人，而人口密度為每平方千米15人。